# فيكتور غارسيا (لاعب كرة طائرة)
فيكتور غارسيا (23 سبتمبر 1950 - ) هو لاعب كرة طائرة كوبا. شارك في الألعاب الأولمبية الصيفية 1980 والألعاب الأولمبية الصيفية 1976.

## وصلات خارجية
- فيكتور غارسيا على موقع أوليمبيديا (الإنجليزية)